# Gate Gourmet

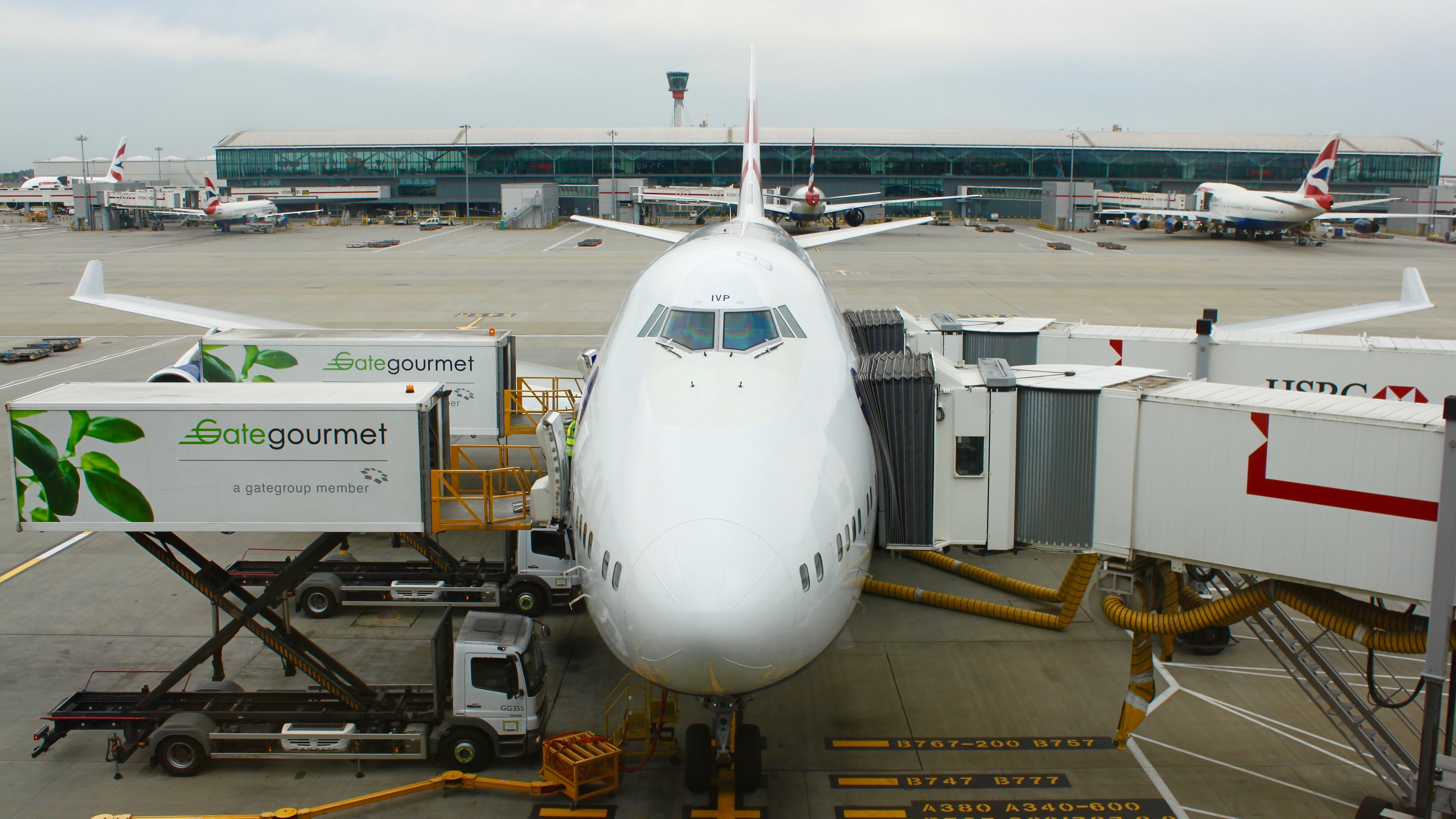
Dos camiones de Gate Gourmet dando servicio de cáterin a un avión de British Airways en el aeropuerto de Londres-Heathrow

Gate Gourmet es el mayor proveedor mundial independiente de servicios de catering y aprovisionamiento para las aerolíneas y los ferrocarriles. Fundada en 1992 con sede en Zúrich, Suiza, es el mayor líder mundial en cuanto a decoración, logística y comida aérea se refiere. Hasta el 2004, Gate Gourmet generó 22 000 empleos, obtuvo utilidades por más de 2.4 millones de francos suizos y produjo 195 millones de comidas de avión durante todo el año.
La compañía es el negocio principal detrás de Gategroup, donde 11 marcas asociadas ofrecen a los clientes un abanico amplio de productos y servicios para prácticamente cualquier necesidad a bordo —desde el diseño innovador del menú de embalaje elegante hasta sofisticadas soluciones de la cadena de suministro— y más de 200 millones de comidas al año a clientes de los aeropuertos de todo el mundo.
Actualmente cuenta con tres sedes centrales: una en Zúrich, Suiza, otra en Reston, Virginia, Estados Unidos y otra en Londres, Inglaterra.

## Productos
A través de inversiones estratégicas, la empresa ha diseñado nuevos productos y servicios destinados no solamente a las aerolíneas, sino a empresas de otro giro comercial, buscando satisfacer sus necesidades. A continuación se mencionan:
- Dester: productos para las aerolíneas tales como vajillas, charolas de aluminio, condimentos, cubiertos y bandejas de servicios elaborados con materiales diversos.
- Harmony: una amplia gama de kits recreativos, mantas, almohadas, cosméticos, bolsas, toallas y artículos de higiene personal, trabajando conjuntamente con marcas conocidas mundialmente como Salvatore Ferragamo, Bvlgari, Aigner, Korres y L'Occitane.
- Virtuoso: dedicada a la elaboración de productos de vidrio, muebles y platos de porcelana y textiles.
- Supplair: una empresa neutra de Gate Gourmet dedicada a la logística, mercadotecnia, almacenamiento y operación dentro de los aeropuertos, supliendo a una gran cantidad de aerolíneas reconocidas mundialmente.
- Otras: Gate Gourmet provee otros servicios como seguridad aérea, mediante su empresa GateSafe; limpieza de los aviones a través de Fernley/IAS y eGate Solutions.

## Clientes
Gate Gourmet tiene una gran cantidad de clientes a los que proporciona servicios de catering aéreo, junto a sus otros servicios y productos.
A continuación se mencionan:
- México. Arkefly, Jetairfly, Thomsonfly pertenecientes al Grupo TUI, Aeroméxico, Aeromar, Aerolíneas Argentinas, Champion Air, Delta Air Lines, Finnair, Magnicharters, Miami Air International Avianca Brasil, Saudi Arabian Airlines, Volaris, White Airways. De igual forma, Gate Gourmet México elabora productos para las cadenas Extra y Starbucks.
- Internacionales. Air Algérie, Avianca, British Airways, LAN Airlines, American Airlines, United Airlines, Qantas Airways, Iberia Airlines, Air France, Emirates Airline, Thai Airways International, Swiss International Air Lines, Airblue, Amtrak y EasyJet, Aerolíneas Argentinas.
- Colombia. Avianca,  Latam,  Iberia,  Aeromexico,  Aerolíneas Argentinas,

- Datos: Q686907
- Multimedia: Gate Group / Q686907